# Bashar Resan
Bashar Resan (en arabe : شار رسن) est un footballeur international irakien né le 22 décembre 1996 à Bagdad. Il évolue au poste de milieu offensif à Al-Qowa Al-Jawiya.

## Biographie

### Carrière en club
Avec le club de Persépolis Téhéran, il atteint la finale de la Ligue des champions d'Asie en 2018, en étant battu par l'équipe japonaise des Kashima Antlers (2-0 puis 0-0). 

### Carrière en sélection
Avec les moins de 17 ans, il participe à la Coupe du monde des moins de 17 ans en 2013. Lors de cette compétition organisée aux Émirats arabes unis, il joue trois matchs, délivrant une passe décisive contre la Suède.
Avec les moins de 23 ans, il participe au championnat d'Asie des moins de 23 ans en 2018. Lors de cette compétition, il joue quatre matchs, en officiant comme capitaine. Il inscrit un but contre la Jordanie, et délivre trois passes décisives : deux contre la Malaisie, et une contre le Viêt Nam. L'Irak atteint les quarts de finale du tournoi.
Il reçoit sa première sélection en équipe d'Irak le 4 septembre 2014, en amical contre le Pérou (défaite 0-2). Il dispute ensuite cinq matchs rentrant dans le cadre des éliminatoires du mondial 2018.
En janvier 2019, il est retenu par le sélectionneur Srečko Katanec afin de participer à la Coupe d'Asie des nations, organisée aux Émirats arabes unis. Lors de cette compétition, il joue quatre matchs. Il inscrit un but contre le Yémen lors du premier tour. L'Irak est éliminé en seizièmes de finale par le Qatar.

## Palmarès
- Champion d'Irak en 2017 avec l'Al-Qowa Al-Jawiya
- Vainqueur de la Coupe d'Irak en 2016 avec l'Al-Qowa Al-Jawiya
- Vainqueur de la Coupe de l'AFC en 2016 avec l'Al-Qowa Al-Jawiya
- Champion d'Iran en 2018 et 2019 avec le Persépolis Téhéran
- Vainqueur de la Supercoupe d'Iran en 2017 et 2018 avec le Persépolis Téhéran
- Finaliste de la Ligue des champions d'Asie en 2018 avec le Persépolis Téhéran